# Bernhard Stribrny
Bernhard Stribrny (* 1952 in Frankfurt am Main) ist ein deutscher Geologe. 2005 bis 2006 war er Präsident der Bundesanstalt für Geowissenschaften und Rohstoffe (BGR).

## Leben
Stribrny studierte Geologie an der Goethe-Universität Frankfurt am Main und wurde 1981 in Mineralogie promoviert. 1981 bis 1991 war er Assistent an der TH Karlsruhe. 1990 habilitierte er sich an der Universität Frankfurt in Geochemie, Petrologie und Lagerstättenkunde. Er hatte Lehraufträge an den Universitäten Frankfurt am Main, Karlsruhe, Hannover und Freiburg im Breisgau (wo er seit 2003 Honorarprofessor ist).
1991 wurde er Referent beim Bundesministerium für Umwelt, Naturschutz und Reaktorsicherheit im Referat „Sicherstellung und Endlagerung radioaktiver Abfälle“. 1994 wurde er Fachgruppenleiter Mineralogie und Lagerstättenforschung bei der BGR und 2001 Leiter des Landesamtes für Geologie, Rohstoffe und Bergbau. 2005 bis 2006 war er Präsident der BGR.
Er war seit 2007 wissenschaftlicher Koordinator der Senckenberg Gesellschaft für Naturforschung in Frankfurt am Main und seit 2008 Projektgruppenleiter Transfer und Kommunikation an deren Forschungszentrum Biodiversität und Klima in Frankfurt. Von 2009 bis 2012 leitete er kommissarisch die Abteilung Paläontologie und Historische Geologie am Senckenberg Forschungsinstitut und Naturmuseum Frankfurt.
Als Wissenschaftler befasste er sich unter anderem mit Eisen- und Manganerzlagerstätten.